# 擬長蒴絲瓜蘚
擬長蒴絲瓜蘚（学名：Pohlia longicollis）为真蘚科絲瓜蘚屬下的一个种。